# Ligue de Bourgogne-Franche-Comté de football (2016)
Ne doit pas être confondu avec Ligue de Bourgogne-Franche-Comté de football (1920-1947).
La Ligue de Bourgogne-Franche-Comté de football est un organe fédéral dépendant de la Fédération française de football créé en 2016 et chargé d'organiser les compétitions de football au niveau de la région Bourgogne-Franche-Comté.
Conséquence de la réforme territoriale des régions, le ministère de la Jeunesse et des Sports impose à la FFF de calquer l'échelon des Ligues de football sur celle des nouvelles régions. C'est ainsi que renaît la Ligue de Bourgogne-Franche-Comté issue de la fusion de la Ligue de Bourgogne et de la Ligue de Franche-Comté.
La LBFCF compte actuellement sept districts calqués sur les départements de la Côte-d'Or, de la Nièvre, de l'Yonne, du Jura, de la Haute-Saône, de la Saône-et-Loire et du Doubs qui est fusionné au Territoire de Belfort.

## Les clubs de la Ligue au niveau national

### Palmarès des clubs de la Ligue
| FC Sochaux-Montbéliard Championnat de France (2) : 1935 et 1938 Coupe de France (2) : 1937 et 2007 Coupe de la Ligue (1) : 2004 Coupe Charles Drago (3) : 1953, 1963 et 1964 | AJ Auxerre Championnat de France (1) : 1996 Coupe de France (4) : 1994, 1996, 2003, 2005 | FC Gueugnon Coupe de la Ligue (1) : 2000 | Besançon RC Coupe Charles Drago (1) : 1962 |  |

### Domination de Bourgogne-Franche-Comté depuis sa création en 2016
- Depuis 2016 : Club le mieux classé en division nationale.

### Clubs évoluant en divisions nationales
| \| Légende : Ligue 1 National National 2 National 3 AJ Auxerre Dijon FCO FC Sochaux-Montbéliard FCSM rés. DFCO rés. AJA rés. Jura Sud Foot ASM Belfort Mâcon 71 ASPTT Dijon Jura Dolois Football Racing Besançon Besançon Football CA Pontarlier FC Chalon US Cosne \| Clubs évoluant dans des divisions nationales pour la saison 2025-26. |
| Légende : Ligue 1 National National 2 National 3 AJ Auxerre Dijon FCO FC Sochaux-Montbéliard FCSM rés. DFCO rés. AJA rés. Jura Sud Foot ASM Belfort Mâcon 71 ASPTT Dijon Jura Dolois Football Racing Besançon Besançon Football CA Pontarlier FC Chalon US Cosne                                                                            |

10 clubs et 3 équipes réserves de la région évoluent à un niveau national lors de la saison 2025-2026 :
L'AJ Auxerre joue en Ligue 1, depuis 2 saisons.
Le Dijon FCO et le FC Sochaux-Montbéliard évoluent en National depuis 2023.
Le Jura Sud Foot, l'ASM Belfort, le Racing Besançon, le Besançon Football, l'ASPTT Dijon, le CA Pontarlier, le Mâcon 71, l'US Cosne, le FC Chalon et le Jura Dolois Football ainsi que les équipes réserves de l'AJ Auxerre, du Dijon FCO et du FC Sochaux-Montbéliard jouent en National 3.

### Clubs féminins évoluant en divisions nationales
| \| Légende : Première Ligue Seconde Ligue Division 3 Dijon FCO AJ Auxerre ALC Longvic \| Clubs féminins évoluant dans des divisions nationales pour la saison 2024-25. |
| Légende : Première Ligue Seconde Ligue Division 3 Dijon FCO AJ Auxerre ALC Longvic                                                                                     |

Seule la section féminine du Dijon FCO joue en Première Ligue. L'ALC Longvic et l'AJ Auxerre évoluent en Division 3.

## Les clubs de la Ligue au niveau régional

### Palmarès des compétitions régionales
| Saison                           | National 3                                            | Régional 1                                                                                        | Coupe de Bourgogne-Franche-Comté                      | Régional 1 Féminine                                   |
| Ligue de Bourgogne-Franche-Comté | Ligue de Bourgogne-Franche-Comté                      | Ligue de Bourgogne-Franche-Comté                                                                  | Ligue de Bourgogne-Franche-Comté                      | Ligue de Bourgogne-Franche-Comté                      |
| -------------------------------- | ----------------------------------------------------- | ------------------------------------------------------------------------------------------------- | ----------------------------------------------------- | ----------------------------------------------------- |
| 2017-2018                        | CA Pontarlier                                         | US Charitoise (Bourgogne) FC Grandvillars (Franche-Comté)                                         | FC Fontaine-les-Dijon                                 | US Saint-Vit                                          |
| 2018-2019                        | Dijon FCO rés.                                        | FC Sens (Groupe A) FC Valdahon- Vercel (Groupe B)                                                 | Jura Dolois Football                                  | AS Châtenoy le Royal                                  |
| 2019-2020                        | AJ Auxerre rés.                                       | AS Saint-Apollinaire (Groupe A) CA Pontarlier rés. (Groupe B)                                     | Compétition annulée à cause de la pandémie Covid-19   | US Saint-Vit                                          |
| 2020-2021                        | Compétitions annulées à cause de la pandémie Covid-19 | Compétitions annulées à cause de la pandémie Covid-19                                             | Compétitions annulées à cause de la pandémie Covid-19 | Compétitions annulées à cause de la pandémie Covid-19 |
| 2021-2022                        | Racing Besançon                                       | US Cosne (Groupe A) UF Mâconnais (Groupe B) AS Quétigny (Groupe C)                                | Is-Selongey Football                                  | US Saint-Vit                                          |
| 2022-2023                        | UF Mâconnais                                          | ASPTT Dijon (Groupe A) AS La Chapelle-de-Guinchay (Groupe B) FC Vesoul (Groupe C)                 | Jura Dolois Football                                  | ALC Longvic Foot                                      |
| 2023-2024                        | -                                                     | FC Montceau Bourgogne (Groupe A) ASC Saint-Apollinaire (Groupe B) FC Morteau-Montlebon (Groupe C) | FC Sochaux-Montbéliard rés.                           | Stade Auxerrois                                       |
| 2024-2025                        | -                                                     | AS Ornans (Groupe A) Chalon FC (Groupe B)                                                         | ASC Saint-Apollinaire                                 | AS Chatenoy Le Royal                                  |

### Clubs évoluant en divisions régionales

#### Clubs évoluant dans le groupe Bourgogne-Franche-Comté de Regional 1
| \| Racing · BesançonRés. AS Ornans US Cheminots Dijon Sens FC ASA Vauzelles AS La Chapelle Guinchay AS Garchizy FR Saint-Marcel US Saint-Vit FC Champagnole Jura Dolois Rés. Beaune AS ES Fauvernay Rouvres FC Grandvillars FC Morteau · Montlebon Is-Selongey Football AS Saint- · Apollinaire FC Valdahon · Vercel Chalon FC Vesoul FC CA Pontarlier Rés. US Pont-de-Roide UF Macon Rés. AS Audincourt Mont-sous-Voudrey VA Fontaine-lès-Dijon FC Quetigny AS Louhans-Cuiseaux FC Rés. \| Clubs évoluant en Régional 1 Bourgogne Franche-Comté 2024-2025 · Poule A Poule B |
| Racing · BesançonRés. AS Ornans US Cheminots Dijon Sens FC ASA Vauzelles AS La Chapelle Guinchay AS Garchizy FR Saint-Marcel US Saint-Vit FC Champagnole Jura Dolois Rés. Beaune AS ES Fauvernay Rouvres FC Grandvillars FC Morteau · Montlebon Is-Selongey Football AS Saint- · Apollinaire FC Valdahon · Vercel Chalon FC Vesoul FC CA Pontarlier Rés. US Pont-de-Roide UF Macon Rés. AS Audincourt Mont-sous-Voudrey VA Fontaine-lès-Dijon FC Quetigny AS Louhans-Cuiseaux FC Rés.                                                                                        |

Lors de la saison 2024-2025, 28 équipes évoluent au sein de deux poules de 14 clubs en Régional 1 Bourgogne Franche-Comté 

#### Clubs évoluant dans le groupe Bourgogne-Franche-Comté de Regional 1 féminin
| \| Racing · Besançon US Saint-Vit Jura Dolois} Is-Selongey Football UF Mâcon GSF · Haut-Doubs Lons RC AS Châtenoy-le-Royal 3 Cantons FC Montceau Jura Sud Foot AJ Auxerre rés. \| Clubs évoluant en Régional 1 Bourgogne Franche-Comté 2024-2025 · Poule Unique |
| Racing · Besançon US Saint-Vit Jura Dolois} Is-Selongey Football UF Mâcon GSF · Haut-Doubs Lons RC AS Châtenoy-le-Royal 3 Cantons FC Montceau Jura Sud Foot AJ Auxerre rés.                                                                                     |